# Cop Car
Cop Car is een Amerikaanse film uit 2015 onder regie van Jon Watts. De film ging in première op 24 januari op het Sundance Film Festival in de sectie Park City at Midnight.

## Verhaal
Twee tienjarige jongens vinden een politieauto die blijkbaar achtergelaten werd. Ze besluiten ermee te gaan joyriden hoewel ze nauwelijks verstand van auto’s hebben. Wat ze niet weten is dat de corrupte sheriff Kretzer net een lijk uit zijn koffer gehaald heeft en gedumpt in een put in het bos. Hij wil ten koste van alles zijn auto terug, het begin van een dodelijk kat-en-muisspel. De twee jongens kunnen niets anders dan gas geven met de gestolen auto om te ontsnappen aan Kretzer.

## Rolverdeling
| Acteur                 | Personage       |
| ---------------------- | --------------- |
| Kevin Bacon            | Sheriff Kretzer |
| James Freedson-Jackson | Travis          |
| Hays Wellford          | Harrison        |
| Shea Whigham           | Man             |
| Camryn Manheim         | Bev             |